# Chloroleucon acacioides
Chloroleucon acacioides là một loài thực vật có hoa trong họ Đậu. Loài này được (Ducke) Barneby & J.W.Grimes mô tả khoa học đầu tiên.